# Caldwell County (Texas)
Das Caldwell County ist ein County im Bundesstaat Texas der Vereinigten Staaten. Das U.S. Census Bureau hat bei der Volkszählung 2020 eine Einwohnerzahl von 45.883 ermittelt. Der Sitz der County-Verwaltung (County Seat) befindet sich in Lockhart. Das County ist Teil der Region Greater Austin.

## Geographie
Das County liegt südöstlich des geographischen Zentrums von Texas und hat eine Fläche von 1418 Quadratkilometern, wovon 4 Quadratkilometer Wasserfläche sind. Es grenzt im Uhrzeigersinn an folgende Countys: Travis County, Bastrop County, Fayette County, Gonzales County, Guadalupe County und Hays County.

## Geschichte
Caldwell County wurde am 6. März 1848 aus Teilen des Bastrop County und Gonzalez County gebildet und die Verwaltungsorganisation am 7. August gleichen Jahres abgeschlossen. Benannt wurde es nach Mathew Caldwell (1798–1842), einem Soldaten während der texanischen Revolution und Kommandeur der Texas Rangers.
Fünf Bauwerke und Stätten des Countys sind im National Register of Historic Places (NRHP) eingetragen (Stand 16. Oktober 2018).

## Demographische Daten

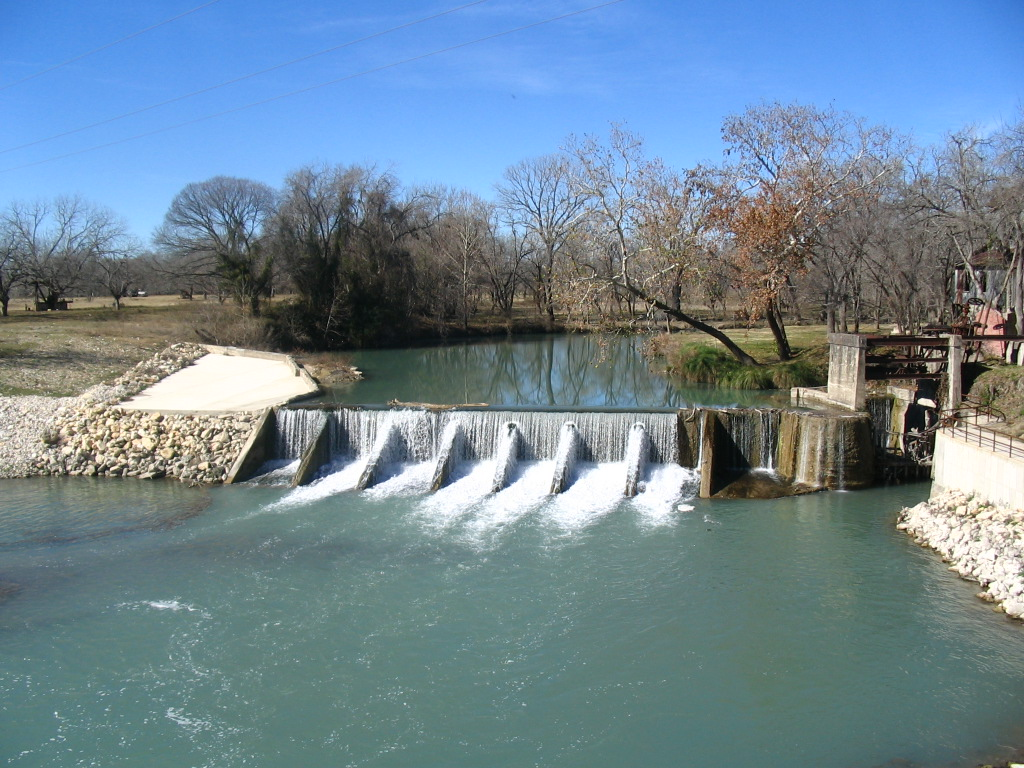
Der San Marcos River

Nach der Volkszählung im Jahr 2000 lebten im Caldwell County 32.194 Menschen in 10.816 Haushalten und 8.079 Familien. Die Bevölkerungsdichte betrug 23 Einwohner pro Quadratkilometer. Ethnisch betrachtet setzte sich die Bevölkerung zusammen aus 70,13 Prozent Weißen, 8,50 Prozent Afroamerikanern, 0,61 Prozent amerikanischen Ureinwohnern, 0,34 Prozent Asiaten, 0,03 Prozent Bewohnern aus dem pazifischen Inselraum und 17,66 Prozent aus anderen ethnischen Gruppen; 2,74 Prozent stammten von zwei oder mehr Ethnien ab. 40,44 Prozent der Einwohner waren spanischer oder lateinamerikanischer Abstammung.
Von den 10.816 Haushalten hatten 37,0 Prozent Kinder oder Jugendliche, die mit ihnen zusammen lebten. 56,0 Prozent waren verheiratete, zusammenlebende Paare 13,3 Prozent waren allein erziehende Mütter und 25,3 Prozent waren keine Familien. 21,2 Prozent waren Singlehaushalte und in 9,4 Prozent lebten Menschen im Alter von 65 Jahren oder darüber. Die durchschnittliche Haushaltsgröße betrug 2,82 und die durchschnittliche Familiengröße betrug 3,28 Personen.
28,3 Prozent der Bevölkerung war unter 18 Jahre alt, 8,5 Prozent zwischen 18 und 24, 29,8 Prozent zwischen 25 und 44, 20,8 Prozent zwischen 45 und 64 und 12,5 Prozent waren 65 Jahre alt oder älter. Das Medianalter betrug 34 Jahre. Auf 100 weibliche Personen kamen 97,5 männliche Personen und auf 100 Frauen im Alter von 18 Jahren oder darüber kamen 92,7 Männer.
Das jährliche Durchschnittseinkommen eines Haushalts betrug 36.573 USD, das Durchschnittseinkommen einer Familie betrug 41.300 USD. Männer hatten ein Durchschnittseinkommen von 29.295 USD, Frauen 21.595 USD. Das Prokopfeinkommen betrug 15.099 USD. 10,4 Prozent der Familien und 13,1 Prozent der Einwohner lebten unterhalb der Armutsgrenze.

## Orte im County
- Brownsboro
- Dale
- Delhi
- Fentress
- Joliet
- Lockhart
- Luling
- Lytton Springs
- Martindale
- Maxwell
- McMahan
- Mendoza
- Mustang Ridge
- Niederwald
- Prairie Lea
- Reedville
- Seawillow
- Stairtown
- Taylorsville
- Tilmon
- Uhland